# Kęstutis Kėvalas
Kęstutis Kėvalas (ur. 17 lutego 1972 w Kownie) – litewski duchowny rzymskokatolicki, arcybiskup metropolita kowieński od 2020.

## Życiorys
Święcenia kapłańskie otrzymał 29 czerwca 2000 i został inkardynowany do archidiecezji kowieńskiej. Był m.in. wykładowcą na wydziale teologicznym Uniwersytetu Witolda Wielkiego, dyrektorem roczników propedeutycznych i ojcem duchownym kowieńskiego seminarium oraz dyrektorem programowym Radia Maria.
27 września 2012 papież Benedykt XVI mianował go biskupem pomocniczym archidiecezji kowieńskiej, ze stolicą tytularną Abziri. Sakry biskupiej udzielił mu 24 listopada 2012 arcybiskup Sigitas Tamkevičius.
20 kwietnia 2017 papież Franciszek mianował go biskupem koadiutorem diecezji telszańskiej. Rządy w diecezji objął 18 września 2017, po przejściu na emeryturę poprzednika.
19 lutego 2020 papież mianował go arcybiskupem metropolitą kowieńskim.